# 퇴적학

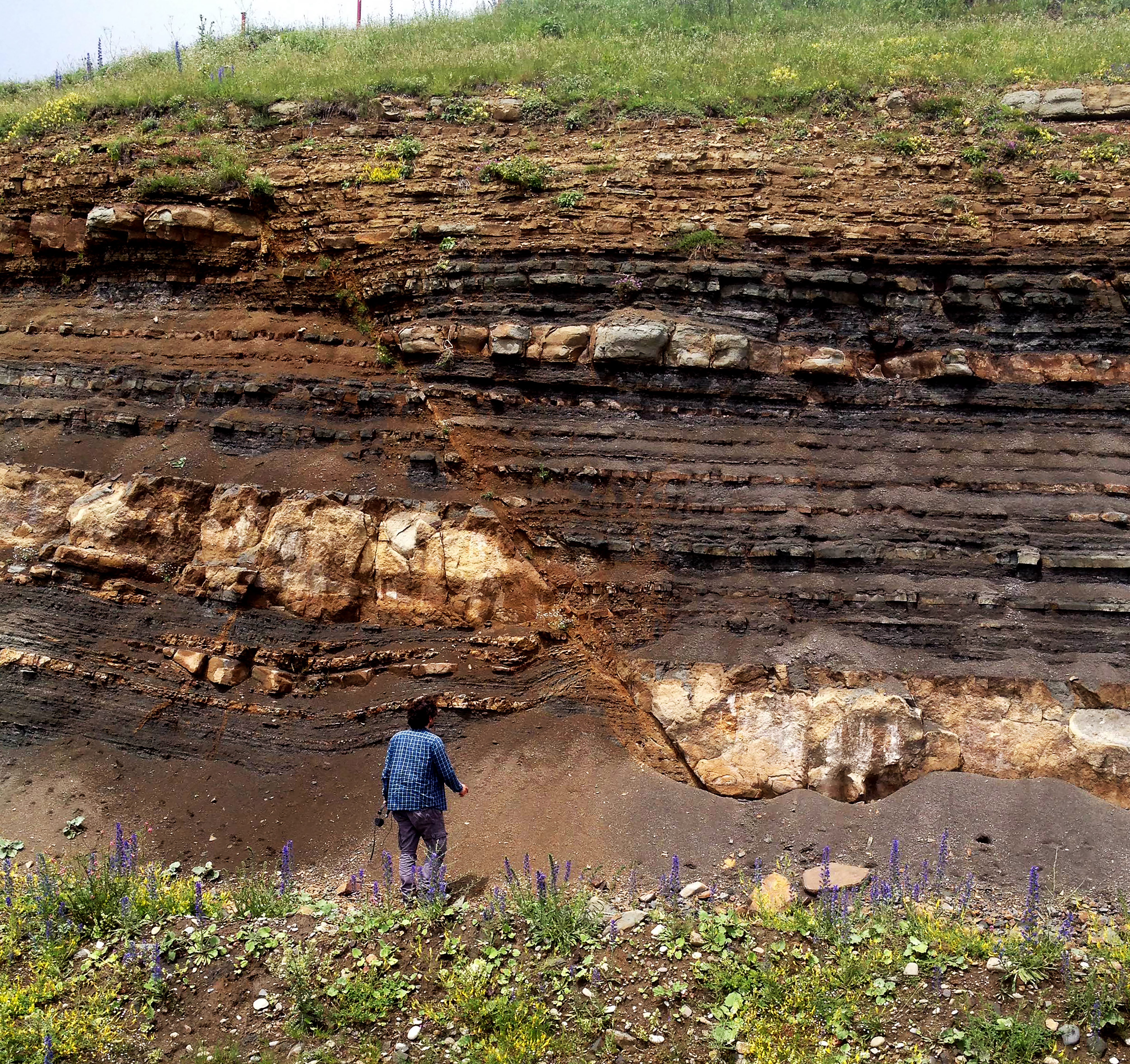

퇴적학(堆積學,sedimentology)란 지질학 중, 퇴적물의 형성 과정과 그 성질에 대해 연구하는 분야이다.
퇴적물이란 지구 표층부에서 바람·수류·빙하·생물 활동·화학 반응 등에 의해서 형성되는 생성물 퇴적물에는진흙·모래·자갈·화산재·석회암·석탄·차트 등이 있다. 속성 작용에 의해고결한 것을 퇴적암이라고 불러 구별하는 경우가 있다.

## 같이 보기
- 지질학